# Predica de pe Munte

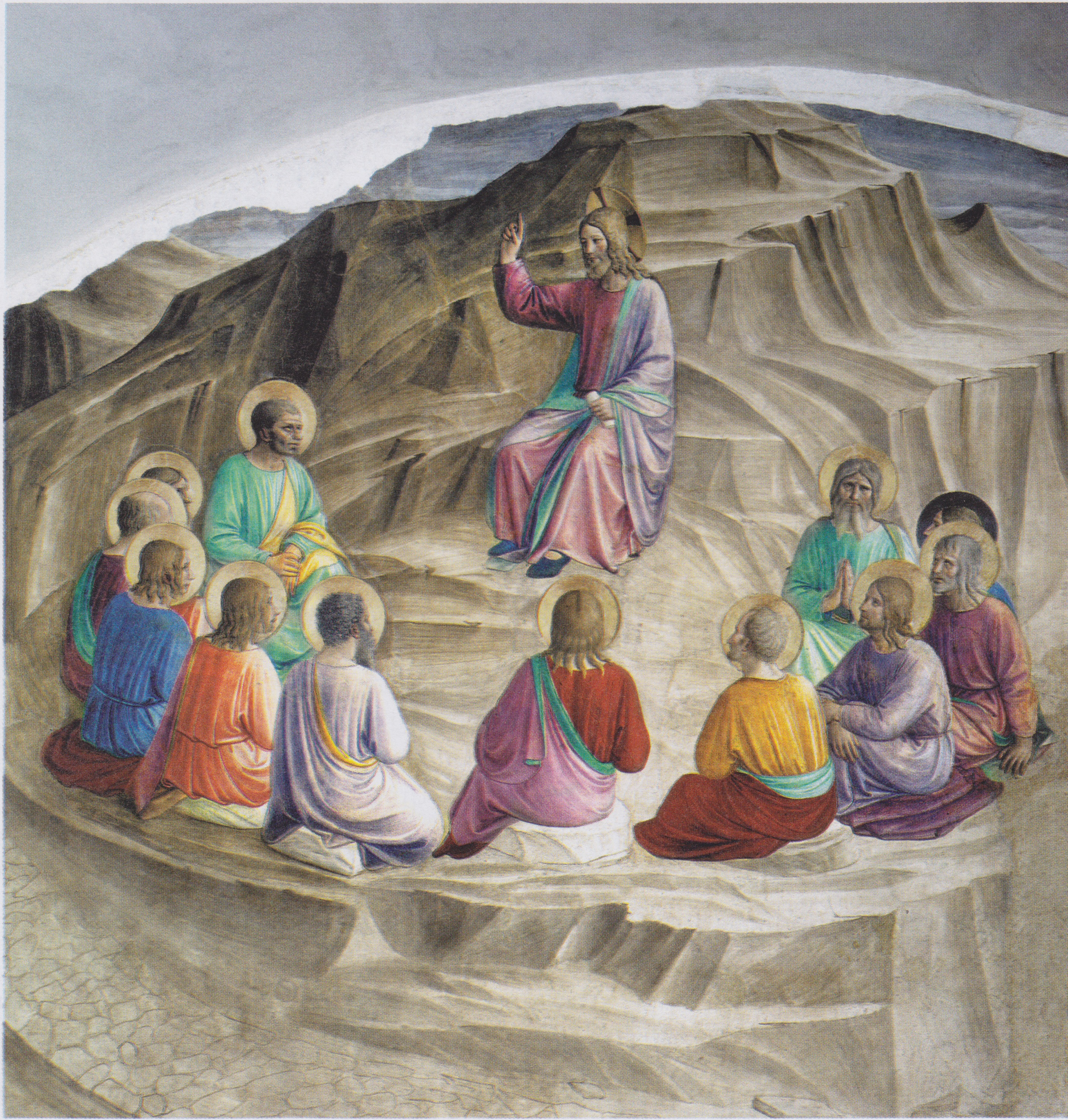
Predica de pe Munte, Fra Angelico, en, Florența, 1440-1441.

Predica de pe Munte (în latină oratio montana) este una din cele cinci cuvântări ale lui Isus din Nazaret consemnate în Evanghelia după Matei (Mt 5,1–7).
Asemeni lui Moise, care s-a urcat pe un munte pentru a primi Tora, tot așa autorul Evangheliei după Matei îl plasează pe Isus pe un munte ca loc al revelării voinței lui Dumnezeu. Evanghelistul Luca redă și el mesajul Predicii de pe Munte, pe care însă o plasează într-o câmpie (Predica de pe Câmp⁠(de)[traduceți], Luca 6,17–49).